# Eilidh Doyle
Eilidh Doyle (z domu Child; ur. 20 lutego 1987 w Perth w Szkocji) – brytyjska lekkoatletka specjalizująca się w biegu na 400 metrów przez płotki.
W 2007 roku była piąta, a w 2009 zdobyła srebrny medal na młodzieżowych mistrzostwach Europy. Dotarła do półfinału mistrzostw świata w Berlinie (2009). Po zajęciu ósmego miejsca na mistrzostwach Europy w 2010 roku zdobyła dla Szkocji, na zakończenie sezonu, srebro igrzysk Wspólnoty Narodów. W 2013 zdobyła brąz mistrzostw świata w Moskwie w sztafeta 4 × 400 metrów. Brązowa medalistka halowego czempionatu globu w Sopocie (2014). W tym samym roku zdobyła swoje drugie srebro igrzysk Wspólnoty Narodów. Mistrzyni Europy z Zurychu (2014). Medalistka mistrzostw kraju i reprezentantka Wielkiej Brytanii w drużynowym czempionacie Starego Kontynentu. Brązowa medalistka z mistrzostw świata z Pekinu w biegu rozstawnym 4 × 400 metrów. Rok później zdobyła złoto mistrzostw Europy oraz brąz igrzysk olimpijskich w sztafecie 4 × 400 metrów, natomiast w 2017 podczas rozgrywanych w Belgradzie halowych mistrzostw Europy brała udział w dwóch konkurencjach: w biegu na 400 metrów Brytyjka zakończyła zmagania na półfinale, natomiast w sztafecie 4 × 400 metrów z koleżankami zdobyła srebrny medal.
Rekord życiowy: 54,09 (15 lipca 2016, Monako).

## Osiągnięcia
| Rok  | Impreza                                 | Miejsce        | Lokata      | Wynik   | Reprezentacja |
| ---- | --------------------------------------- | -------------- | ----------- | ------- | ------------- |
| 2007 | Młodzieżowe mistrzostwa Europy          | Debreczyn      | 5. miejsce  | 57,11   | GBR           |
| 2009 | Superliga drużynowych mistrzostw Europy | Leiria         | 4. miejsce  | 55,48   | GBR           |
| 2009 | Młodzieżowe mistrzostwa Europy          | Kowno          | 2. miejsce  | 55,32   | GBR           |
| 2009 | Mistrzostwa świata                      | Berlin         | półfinał    | 56,21   | GBR           |
| 2010 | Superliga drużynowych mistrzostw Europy | Bergen         | 2. miejsce  | 56,48   | GBR           |
| 2010 | Mistrzostwa Europy                      | Barcelona      | 8. miejsce  | 55,51   | GBR           |
| 2010 | Igrzyska Wspólnoty Narodów              | Nowe Delhi     | 2. miejsce  | 55,62   | SCO           |
| 2011 | Mistrzostwa świata                      | Daegu          | półfinał    | 55,89   | GBR           |
| 2012 | Igrzyska olimpijskie                    | Londyn         | półfinał    | 56,03   | GBR           |
| 2013 | Superliga drużynowych mistrzostw Europy | Gateshead      | 1. miejsce  | 54,42   | GBR           |
| 2013 | Mistrzostwa świata                      | Moskwa         | 5. miejsce  | 54,86   | GBR           |
| 2013 | Mistrzostwa świata                      | Moskwa         | 3. miejsce  | 3:22,61 | GBR           |
| 2014 | Halowe mistrzostwa świata               | Sopot          | 3. miejsce  | 3:27,90 | GBR           |
| 2014 | IAAF World Relays                       | Nassau         | 7. miejsce  | 3:28,03 | GBR           |
| 2014 | Igrzyska Wspólnoty Narodów              | Glasgow        | 2. miejsce  | 55,02   | SCO           |
| 2014 | Mistrzostwa Europy                      | Zurych         | 1. miejsce  | 54,48   | GBR           |
| 2014 | Mistrzostwa Europy                      | Zurych         | 3. miejsce  | 3:24,34 | GBR           |
| 2014 | Puchar interkontynentalny               | Marrakesz      | 2. miejsce  | 54,42   | GBR / Europa  |
| 2015 | IAAF World Relays                       | Nassau         | 3. miejsce  | 3:26,38 | GBR           |
| 2015 | Superliga drużynowych mistrzostw Europy | Czeboksary     | 12. miejsce | 54,46   | GBR           |
| 2015 | Mistrzostwa świata                      | Pekin          | 6. miejsce  | 54,78   | GBR           |
| 2015 | Mistrzostwa świata                      | Pekin          | 3. miejsce  | 3:23,62 | GBR           |
| 2016 | Mistrzostwa Europy                      | Amsterdam      | 1. miejsce  | 3:25,05 | GBR           |
| 2016 | Igrzyska olimpijskie                    | Rio de Janeiro | 8. miejsce  | 54,61   | GBR           |
| 2016 | Igrzyska olimpijskie                    | Rio de Janeiro | 3. miejsce  | 3:25,88 | GBR           |
| 2017 | Halowe mistrzostwa Europy               | Belgrad        | półfinał    | 52,81   | GBR           |
| 2017 | Halowe mistrzostwa Europy               | Belgrad        | 2. miejsce  | 3:31,05 | GBR           |
| 2017 | IAAF World Relays                       | Nassau         | 4. miejsce  | 3:28,72 | GBR           |
| 2017 | Superliga drużynowych mistrzostw Europy | Lille          | 1. miejsce  | 54,60   | GBR           |
| 2017 | Mistrzostwa świata                      | Londyn         | 8. miejsce  | 55,71   | GBR           |
| 2017 | Mistrzostwa świata                      | Londyn         | 2. miejsce  | 3:25,00 | GBR           |
| 2018 | Halowe mistrzostwa świata               | Birmingham     | 3. miejsce  | 51,60   | GBR           |
| 2018 | Igrzyska Wspólnoty Narodów              | Gold Coast     | 2. miejsce  | 54,80   | SCO           |
| 2018 | Igrzyska Wspólnoty Narodów              | Gold Coast     | 6. miejsce  | 3:29,18 | SCO           |
| 2018 | Mistrzostwa Europy                      | Berlin         | 8. miejsce  | 56,23   | GBR           |
| 2018 | Mistrzostwa Europy                      | Berlin         | 3. miejsce  | 3:27,40 | GBR           |
| 2019 | Halowe mistrzostwa Europy               | Glasgow        | półfinał    | 53,28   | GBR           |
| 2019 | Halowe mistrzostwa Europy               | Glasgow        | 2. miejsce  | 3:29,55 | GBR           |

## Igrzyska olimpijskie
| Miejsce | Dzień       | Rok  | Miejscowość    | Konkurencja        | Czas biegu  | Strata   | Zwycięzca         |
| ------- | ----------- | ---- | -------------- | ------------------ | ----------- | -------- | ----------------- |
| 16.     | 6 sierpnia  | 2012 | Londyn         | bieg na 400 m ppł  | 56,03 s     | –        | Lashinda Demus    |
| 8.      | 18 sierpnia | 2016 | Rio de Janeiro | bieg na 400 m ppł  | 54,61 s     | + 1,48 s | Dalilah Muhammad  |
| brąz    | 20 sierpnia | 2016 | Rio de Janeiro | sztafeta 4 x 400 m | 3:25,88 min | + 6,82 s | Stany Zjednoczone |

## Mistrzostwa świata
| Miejsce | Dzień       | Rok  | Miejscowość | Konkurencja        | Czas biegu  | Strata   | Zwycięzca         |
| ------- | ----------- | ---- | ----------- | ------------------ | ----------- | -------- | ----------------- |
| 16.     | 18 sierpnia | 2009 | Berlin      | bieg na 400 m ppł  | 56,21 s     | –        | Melaine Walker    |
| 15.     | 30 sierpnia | 2011 | Daegu       | bieg na 400 m ppł  | 55,89 s     | –        | Lashinda Demus    |
| 5.      | 15 sierpnia | 2013 | Moskwa      | bieg na 400 m ppł  | 54,86 s     | + 2,03 s | Zuzana Hejnová    |
| [ 5 ]   | 17 sierpnia | 2013 | Moskwa      | sztafeta 4 x 400 m | 3:22,61 min | + 2,20 s | Stany Zjednoczone |
| 6.      | 26 sierpnia | 2015 | Pekin       | bieg na 400 m ppł  | 54,78 s     | + 1,28 s | Zuzana Hejnová    |
| brąz    | 30 sierpnia | 2015 | Pekin       | sztafeta 4 x 400 m | 3:23,62 min | + 4,49 s | Jamajka           |
| 8.      | 10 sierpnia | 2017 | Londyn      | bieg na 400 m ppł  | 55,71 s     | + 2,64 s | Kori Carter       |
| srebro  | 13 sierpnia | 2017 | Londyn      | sztafeta 4 x 400 m | 3:25,00 min | + 5,98 s | Stany Zjednoczone |

## Mistrzostwa Europy
| Miejsce | Dzień       | Rok  | Miejscowość | Konkurencja        | Czas biegu  | Strata   | Zwycięzca       |
| ------- | ----------- | ---- | ----------- | ------------------ | ----------- | -------- | --------------- |
| 8.      | 30 lipca    | 2010 | Barcelona   | bieg na 400 m ppł  | 55,51 s     | + 2,59 s | Natalja Antiuch |
| 4.      | 1 lipca     | 2012 | Helsinki    | sztafeta 4 x 400 m | 3:26,20 min | + 1,13 s | Ukraina         |
| złoto   | 16 sierpnia | 2014 | Zurych      | bieg na 400 m ppł  | 54,48 s     | -        | -               |
| brąz    | 17 sierpnia | 2014 | Zurych      | sztafeta 4 x 400 m | 3:24,34 min | + 0,07 s | Francja         |
| złoto   | 10 lipca    | 2016 | Amsterdam   | sztafeta 4 x 400 m | 3:25,05 min | -        | -               |
| 8.      | 10 sierpnia | 2018 | Berlin      | bieg na 400 m ppł  | 56,23 s     | + 1,90 s | Léa Sprunger    |
| brąz    | 11 sierpnia | 2018 | Berlin      | sztafeta 4 x 400 m | 3:27,40 min | + 0,81 s | Polska          |

## Igrzyska Wspólnoty Narodów
| Miejsce | Dzień           | Rok  | Miejscowość | Konkurencja        | Czas biegu  | Strata   | Zwycięzca       |
| ------- | --------------- | ---- | ----------- | ------------------ | ----------- | -------- | --------------- |
| srebro  | 10 października | 2010 | Nowe Delhi  | bieg na 400 m ppł  | 55,62 s     | + 0,34 s | Ajoke Odumosu   |
| 5.      | 12 października | 2010 | Nowe Delhi  | sztafeta 4 x 400 m | 3:30,91 min | + 3,14 s | Indie           |
| srebro  | 31 lipca        | 2014 | Glasgow     | bieg na 400 m ppł  | 55,02 s     | + 0,92 s | Kaliese Spencer |
| srebro  | 12 kwietnia     | 2018 | Gold Coast  | bieg na 400 m ppł  | 54,80 s     | + 0,47 s | Janieve Russell |
| 6.      | 14 kwietnia     | 2018 | Gold Coast  | sztafeta 4 x 400 m | 3:29,18 min | + 5,18 s | Jamajka         |